# 饶河镇
饶河镇，是中华人民共和国黑龙江省双鸭山市饶河县下辖的一个乡镇级行政单位。

## 行政区划
饶河镇下辖以下地区：
沿江社区、团山社区、欣民社区、荣久社区、饶河村、镇北村、振兴村、岭南村、三义村、朝阳村、昌盛村、森川林场生活区、王家店生活区和带阳生活区。